# نائوسا
شهر نائوسا در استان مقدونیه مرکزی در کشور یونان واقع شده است که دارای جمعیت ۱۹٬۸۷۸  نفر می‌باشد.

## نگارخانه

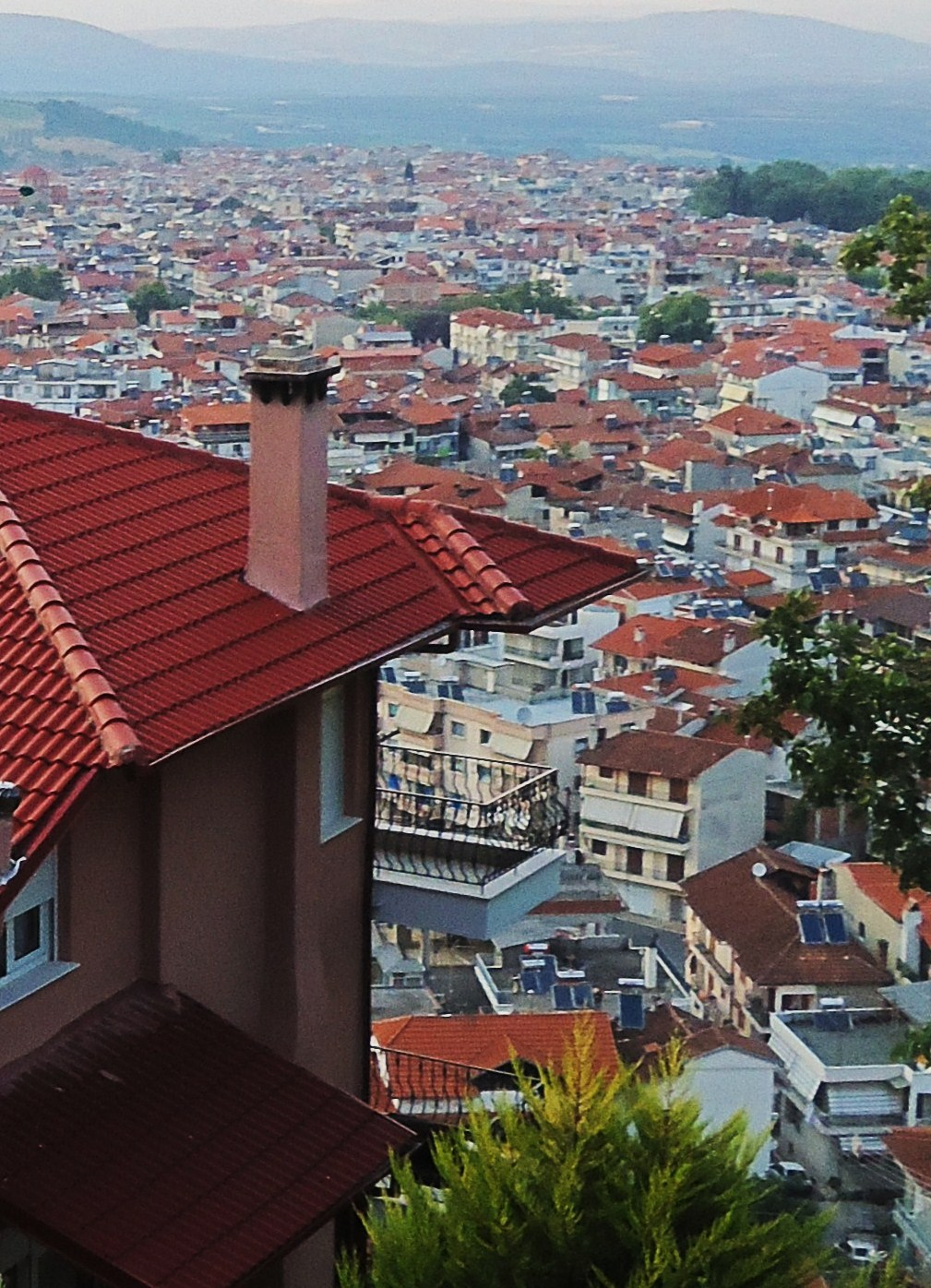
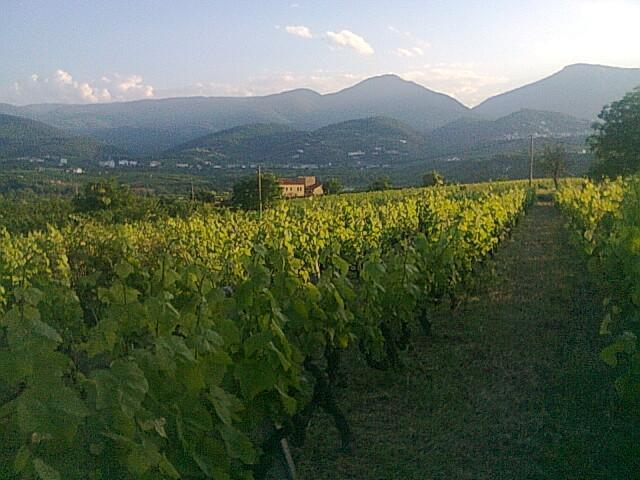
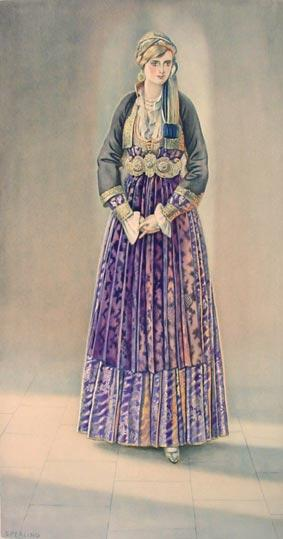